# Korea Train Express
Pour les articles homonymes, voir KTX.
Le Korea Train Express (KTX ; en coréen : 한국고속철도) est le système de transport ferroviaire à grande vitesse de la Corée du Sud.
Le réseau de lignes à grande vitesse est parcouru par le train à grande vitesse du même nom, qui est un dérivé du TGV Réseau français, ainsi que par un nouveau train, le KTX-II, de conception sud-coréenne. Leur vitesse maximale sur le réseau coréen est de 300 km/h.
En coréen, train à grande vitesse se dit 고속 철도 (gosok cheoldo).

## Historique
La première étape de mise en service du réseau est intervenue le 1er avril 2004, après douze années de chantier, avec le lancement des relations Séoul - Busan (via Daejeon et Daegu) et Séoul-Mokpo. Les lignes ont été construites avec l'assistance technique de la Société nationale des chemins de fer français (SNCF).
- Empruntant une nouvelle ligne à grande vitesse seulement sur la partie du parcours comprise entre Séoul et Daegu, la nouvelle desserte raccourcit le temps de trajet entre Séoul et Busan, de 4 h 10 min à 2 h 40 min.
- Le temps de trajet entre Séoul et Mokpo, quant à lui, est passé de 4 h 42 à moins de 3 h.

La seconde étape, section sud-est de la liaison à grande vitesse, relie Daegu à Busan, en passant par Gyeongju soit 128 km. Sa construction a commencé en juin 2002 et la mise en service est effective depuis novembre 2010.
Le temps de parcours entre Séoul et Busan, soit 417 km, est de 2 h 18 min, soit un gain de 22 min[réf. nécessaire].
L’opérateur Korail espère une hausse de la fréquentation de 27 %, de 106 000 à 135 000 voyageurs par jour.
La ligne comprendra à terme 120 km de ponts et de viaducs et 190 km de tunnels.

## Le matériel roulant

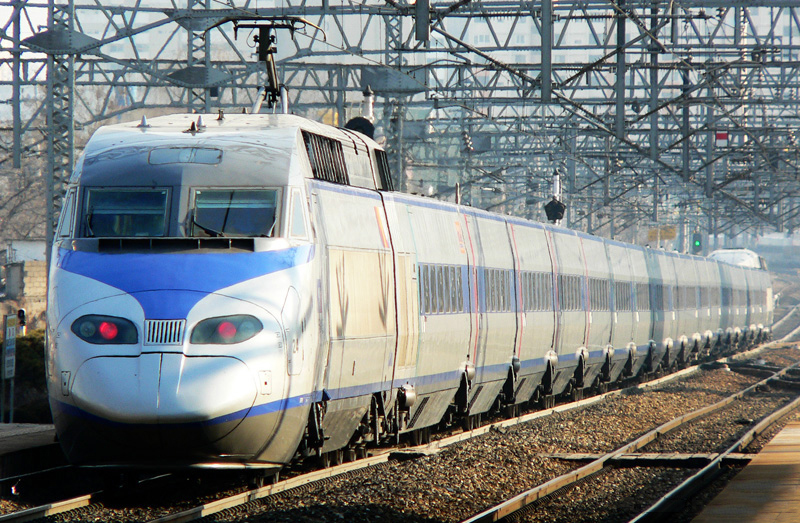
Le KTX-I

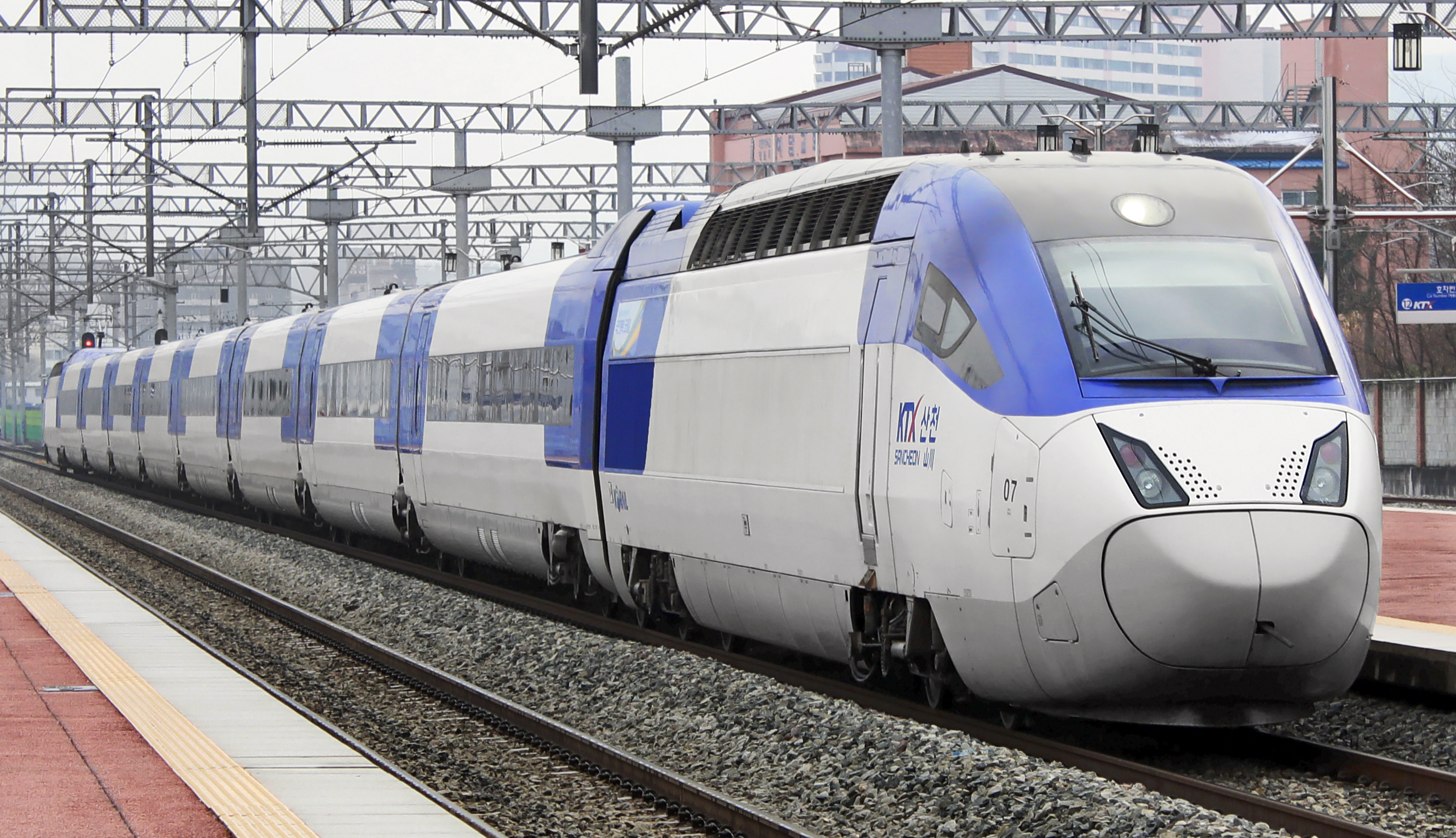
Le KTX-II

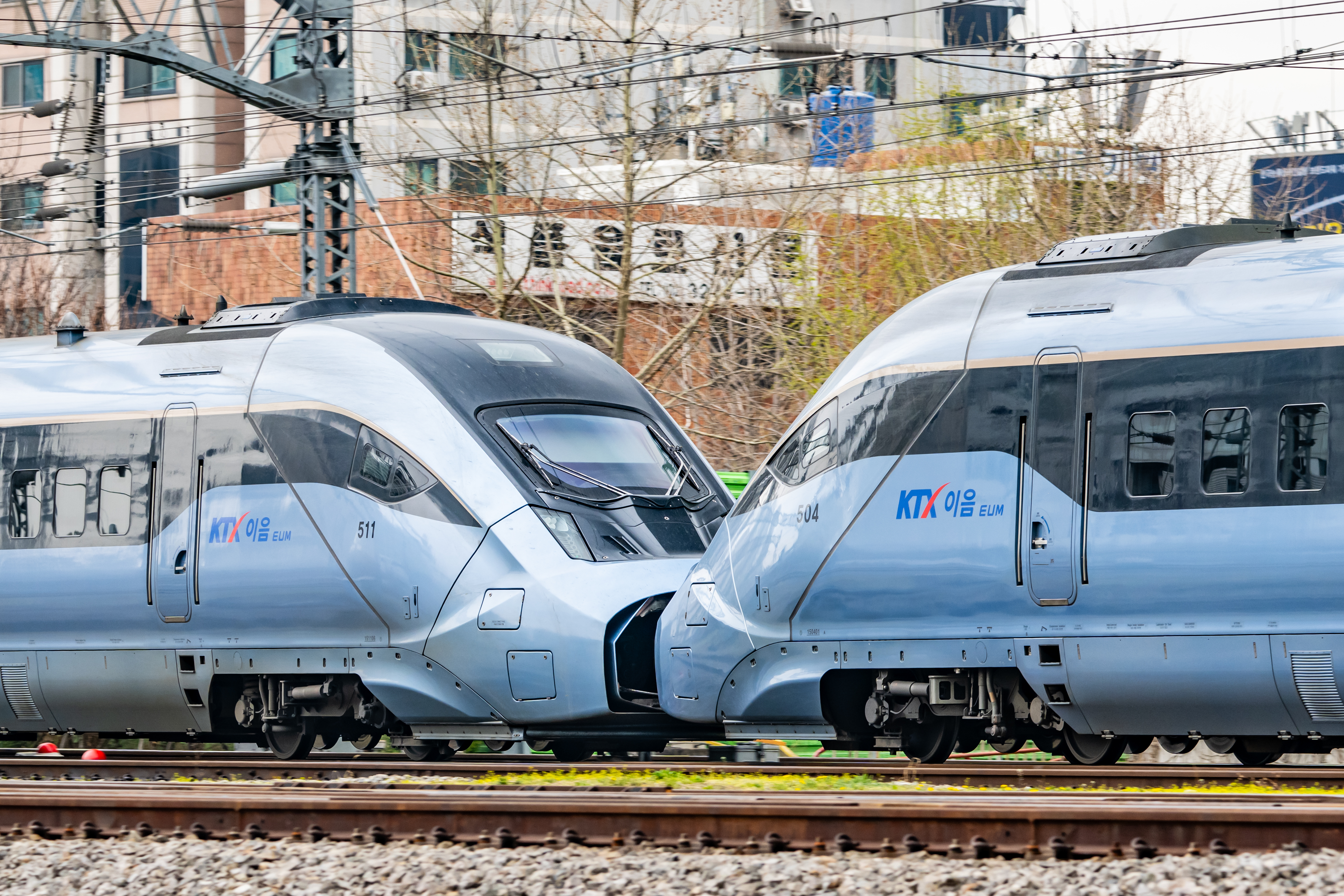
Le KTX Eum

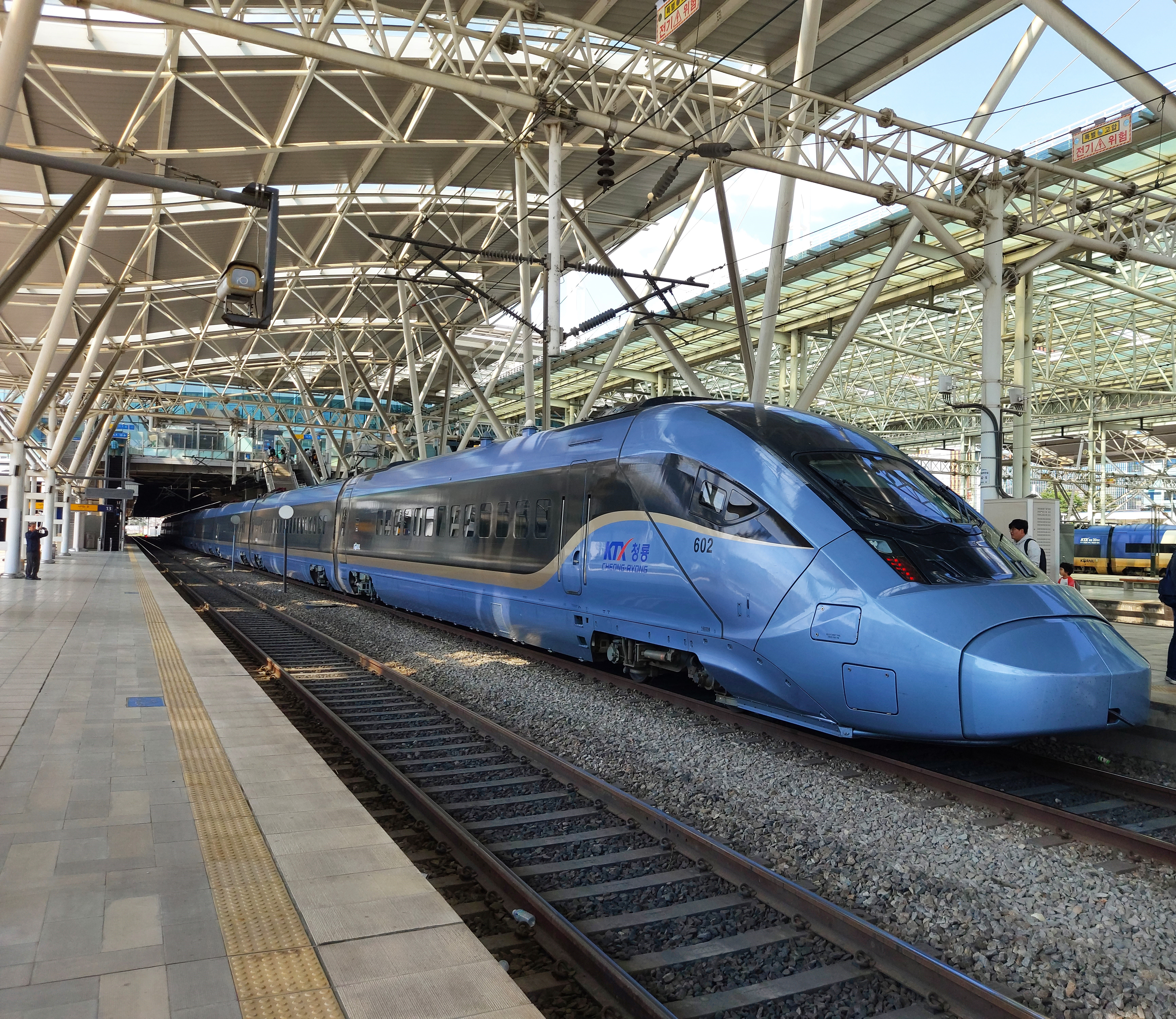
Le KTX Cheongryong

Le parc KTX-I comprend 46 rames du même nom que le système de transport, dont 12 construites en France par Alstom, et le reste en Corée du Sud par des constructeurs locaux. Un important transfert de technologie a été consenti à l'occasion de ce projet par Alstom.
Le nouveau matériel roulant est constitué de rames de type KTX-II (dérivé du HSR-350x (en)), construit par Hyundai Rotem sur transfert de technologie Alstom. 10 ont été commandées en 2006, commande portée ultérieurement à 19.
Ce KTX-II est entré en service commercial en mars 2010 à raison de 4 aller/retour par jour dans un premier temps.

## Trafic
Le nombre total d'utilisateurs du KTX a atteint sept millions en 100 jours, puis dix millions en 142 jours et dépassé 40 millions un an et quatre mois après l'inauguration.
Le nombre quotidien d'utilisateurs est resté à seulement 70 900 en moyenne les premiers jours après l'inauguration (avril 2004) puis est monté à 84 700 l'année suivante, à 160 000 en mai 2008 et continue à augmenter.
La régularité du trafic est passée de 97,4 % des trains à l'heure ou en retard de moins de dix minutes en avril 2004, à 99,7 % en mars 2005. Elle est de 98 % pour l'année 2009.
Le taux d'occupation était de 63 % en 2004, puis de 70 % en 2009.
| Année                                          | nombre de passagers |
| ---------------------------------------------- | ------------------- |
| 2004[A]                                        | 19,88 millions      |
| 2005                                           | 32,37 millions      |
| 2006                                           | 36,49 millions      |
| 2007                                           | 37,286 millions     |
| 2008                                           | 38,02 millions      |
| A Avril-Décembre (ouverture le 1er avril 2004) |                     |

## Avenir
Deux autres lignes KTX sont en cours de construction :
- celle qui desservira Suseo, au sud de Séoul, à Pyeongchang, dans la province de Gangwon, à l'est de la capitale, dont l’achèvement est prévu pour fin 2017,
- celle, longue de 264 km, qui courra vers le sud-ouest du pays à travers la province de  Chungcheong du Nord (à Osong), puis celle de Jeolla du Sud (vers Gwangju et Mokpo), qui devrait également être prête en 2017.